# Marcus McGuane
Marcus Samuel Michael McGuane (geboren als Marcus Samuel Michael Agyei-Tabi) (Londen, 2 februari 1999) is een Engels-Iers voetballer die als middenvelder voor Oxford United FC speelt.

## Carrière
Marcus McGuane speelde in de jeugd van Arsenal FC, waar hij op 28 september 2017 zijn debuut in het eerste elftal maakte. Dit was in de met 2-4 gewonnen uitwedstrijd tegen FK BATE Borisov in de Europa League, waarin hij in de 79e minuut inviel voor Reiss Nelson. Ook viel hij in in de met 0-1 gewonnen uitwedstrijd tegen Rode Ster Belgrado in hetzelfde toernooi. In de winterstop vertrok McGuane naar FC Barcelona, waar hij in het tweede elftal speelde. In het seizoen 2019/20 werd hij aan Telstar verhuurd. Hij debuteerde voor Telstar op 7 september 2019, in de met 0-2 verloren thuiswedstrijd tegen SC Cambuur. Hij scoorde zijn enige doelpunt voor Telstar op 25 oktober 2019, in de met 1-4 gewonnen uitwedstrijd tegen Helmond Sport. In de winterstop werd de huurperiode van McGuane bij Telstar beëindigd, en maakte hij de overstap van Barcelona naar Nottingham Forest FC. In het seizoen 2020/21 wordt hij aan Oxford United FC verhuurd.

### Statistieken
| Seizoen                       | Club                 | Land           | Competitie     | Competitie | Competitie | Beker | Beker | Internationaal | Internationaal | Totaal | Totaal |
| Seizoen                       | Club                 | Land           | Competitie     | Wed.       | Dlp.       | Wed.  | Dlp.  | Wed.           | Dlp.           | Wed.   | Dlp.   |
| ----------------------------- | -------------------- | -------------- | -------------- | ---------- | ---------- | ----- | ----- | -------------- | -------------- | ------ | ------ |
| 2017/18                       | Arsenal FC           | Engeland       | Premier League | 0          | 0          | 0     | 0     | 2              | 0              | 2      | 0      |
| 2017/18                       | FC Barcelona B       | Spanje         | Segunda A      | 8          | 0          | –     | –     | –              | –              | 8      | 0      |
| 2018/19                       | FC Barcelona B       | Spanje         | Segunda B      | 16         | 0          | –     | –     | –              | –              | 16     | 0      |
| 2019/20                       | → Telstar            | Nederland      | Eerste divisie | 14         | 1          | 2     | 0     | –              | –              | 16     | 1      |
| 2019/20                       | Nottingham Forest FC | Engeland       | Championship   | 0          | 0          | 0     | 0     | –              | –              | 0      | 0      |
| 2020/21                       | → Oxford United FC   | Engeland       | League One     | 14         | 0          | 5     | 0     | –              | –              | 19     | 0      |
| Carrièretotaal                | Carrièretotaal       | Carrièretotaal | Carrièretotaal | 52         | 1          | 7     | 0     | 2              | 0              | 61     | 1      |
| Bijgewerkt op 12 januari 2021 |                      |                |                |            |            |       |       |                |                |        |        |